# Campello sul Clitunno
Campello sul Clitunno – miejscowość i gmina we Włoszech, w regionie Umbria, w prowincji Perugia.
Według danych na rok 2004 gminę zamieszkiwało 2369 osób, 48,3 os./km².